# 뮤직 스타일
뮤직 스타일은 SBS V-Radio에서 매일 새벽 2시부터 새벽 4시 55분까지 방송했던 심야 라디오 프로그램이다.
2007년 4월 16일에 첫방송을 시작해 역대로 DJ가 변경되어 방송됐으나 2014년 10월 5일 방송을 마지막으로 폐지되었다.

## 역대 DJ
- 2007년 4월 16일 ~ 2007년 11월 4일 : 김일중 아나운서
- 2007년 11월 5일 ~ 2008년 3월 30일 : 김주희 아나운서
- 2008년 3월 31일 ~ 2009년 4월 12일 : 이윤아 아나운서
- 2009년 4월 13일 ~ 2010년 3월 28일 : 김환 아나운서
- 2010년 3월 29일 ~ 2010년 10월 31일 : 윤영미 아나운서
- 2010년 11월 1일 ~ 2014년 10월 5일 : 김국은 PD

| SBS V-Radio        |                          |                          |
| 이전               | 뮤직 스타일              | 다음                     |
| SBSⓤ와 함께        | 뮤직 스타일              | 여기는 SBS u DMB 라디오  |
| 밤 12시 ~ 새벽 2시 | 새벽 2시 ~ 새벽 4시 55분 | 새벽 4시 55분 ~ 새벽 5시 |
|                    |                          |                          |